# Oxaloacetato tautomerasa
La oxaloacetato tautomerasa (EC 5.3.2.2) es una enzima que cataliza la siguiente reacción química:
Por lo tanto esta enzima tiene un único sustrato, el ceto-oxaloacetato, y un único producto, el enol-oxaloacetato. La enzima pertenece a la familia de las isomerasas, más concretamente al grupo de las oxidorreductasas intramoleculares capaces de interconvertir grupos ceto y enol. El nombre sistemático de esta enzima es oxaloacetato ceto---enol-isomerasa. También se la conoce por el nombre oxaloacético ceto-enol isomerasa.
Aunque la actividad oxaloacetato tautomerasa ha sido demostrada en varios artículos de investigación en las décadas de 1960 y 1970, esta actividad no ha podido ser correlacionada con ningún gen identificado en el genoma de los organismos superiores. 